# Fukang (meteorit)
Fukang este un meteorit care a fost găsit în apropierea munților Fukang din China în 2000. Este un siderolit - un meteorit feros - și se estimează să se fi format acum 4,5 miliarde de ani, fiind astfel unul dintre corpurile cele mai vechi cunoscute pe Pământ, datorită condritelor carbonice (4,567 miliarde de ani).